# مارتن غوتفريد وايس
مارتن غوتفريد وايس (بالألمانية: Martin Gottfried Weiß)‏ هو عسكري ألماني، ولد في 3 يونيو 1905 في فايدن إن در أوبربفالز في ألمانيا، وتوفي في 29 مايو 1946 في لاندسبرغ إم لش في ألمانيا بسبب شنق.